# Vermelles
 Vermelles  es una población y comuna francesa, situada en la región de Norte-Paso de Calais, departamento de Paso de Calais, en el distrito de Béthune y cantón de Cambrin.

## Geografía
Vermelles está situado a 9,7 km al sureste de Béthune y 32,2 km al suroeste de Lille, en el cruce de las carreteras D39, D75 y D943 y a orillas del río Surgeon.

## Economía
Vermelles fue el segundo sitio de extracción utilizado por la Compagnie des mines de Béthune. La excavación de la Mina 3 en Vermelles comenzó en enero de 1857, alcanzando un depósito de carbón accidentado y abruptamente inclinado a 147 metros. La extracción comenzó en julio de 1860. Se instalaron compresores de aire en la Mina 3 1877. Esto resultó ser la mina más productiva de la compañía, con un total de 1 525 000 toneladas. La excavación de la Mina 4 en Vermelles comenzó en octubre de 1865 y alcanzó el carbón a 149 metros. La extracción comenzó en 1867. La mina 4 fue abandonada en 1876 porque el depósito muy irregular a 250 metros parecía inutilizable. Había mucha extinción de incendios en comparación con otras minas. La mina 4 se volvió a abrir y la extracción se reanudó a 387 metros en 1911. El pozo principal alcanzó los 389 metros.

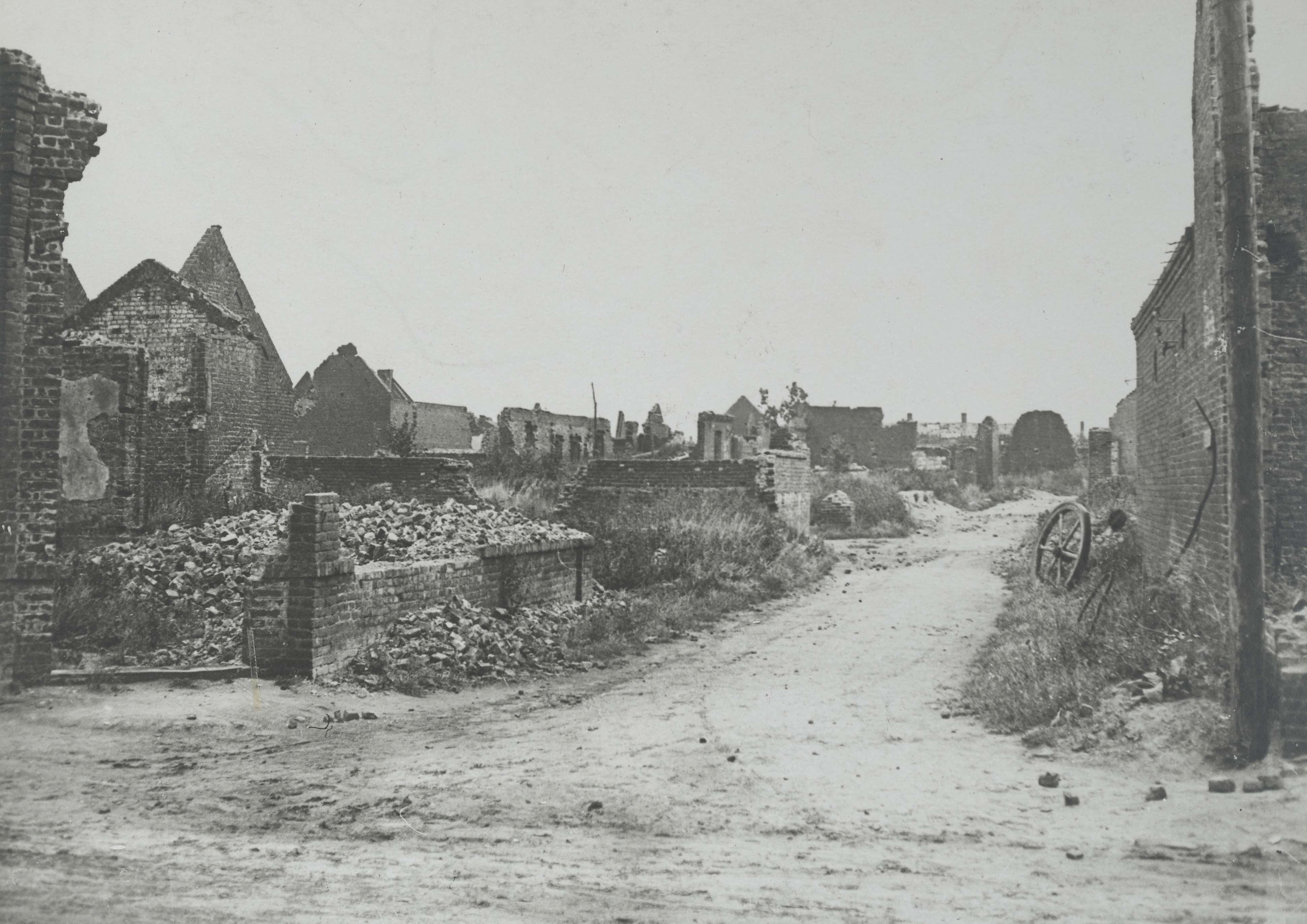
Durante la Primera Guerra Mundial

Durante la Primera Guerra Mundial (1914–18) los alemanes fueron detenidos justo al este de Vermelles. La mina 4 se recuperó en diciembre de 1914. Las barricadas se construyeron ya en 1916 a lo largo de los ejes principales del complejo minero para que pudiera defenderse al tiempo que permitía la ventilación y el paso de hombres. Las minas 3 y 4 en Vermelles fueron aisladas del resto de las minas por puertas herméticas. Después de la guerra, Shaft 4bis se abrió al norte de Shaft 4 en 1925 para ventilación, a 301 metros de profundidad. La mina 4 se cerró en 1965 y la mina 3 se cerró en 1977.

## Demografía
| 4828 | 4518 | 4299 | 4339 | 4584 | 4487 |
| Para los censos de 1962 a 1999 la población legal corresponde a la población sin duplicidades (Fuente: INSEE [Consultar]) |      |      |      |      |      |